# Hesperodiaptomus arcticus
Hesperodiaptomus arcticus är en kräftdjursart som först beskrevs av Marsh 1920.  Hesperodiaptomus arcticus ingår i släktet Hesperodiaptomus och familjen Diaptomidae. Inga underarter finns listade i Catalogue of Life.